# Manuscrit trouvé dans une bouteille
Manuscrit trouvé dans une bouteille (MS. Found in a Bottle) est une  nouvelle de l'écrivain américain Edgar Allan Poe publiée en 1833. Certains critiques voient dans cette nouvelle une satire des récits de voyages.
Poe envoie cette nouvelle à l'occasion d'un concours d'écriture organisé par le journal Baltimore Saturday Visiter. Il remporte le concours et empoche 50 dollars. Le journal publie la nouvelle en octobre 1833.
Il prévoit de l'inclure dans les Contes du club de l'In-Folio (Tales of the Folio Club), mais le projet n'aboutit pas. Charles Baudelaire traduit par la suite la nouvelle en français pour l'inclure dans le recueil des Histoires extraordinaires.

## Résumé
Le récit se déroule dans l'océan Pacifique et l'océan Antarctique. Le narrateur, un homme rationnel et sceptique, embarque à Java sur un navire marchand. Le bateau est frappé par un violent simoun qui tue tout l'équipage sauf lui et un vieux Suédois. Leur navire endommagé dérive pendant cinq jours vers le sud.
Le sixième jour, dans une obscurité totale, ils rencontrent un gigantesque vaisseau noir. Lors de la collision, le narrateur se retrouve projeté à bord de ce navire mystérieux. Il se cache dans la cale et observe un équipage composé de vieillards qui semblent ignorer sa présence.
Le navire fantôme, propulsé par un vent surnaturel, poursuit sa route vers le pôle Sud. Le narrateur découvre que le capitaine et l'équipage sont d'une ancienneté extraordinaire, car ils consultent de vieux instruments et des cartes obsolètes. Le bateau lui-même semble fait d'un bois anormalement poreux.
Le récit se termine lorsque le navire est pris dans un gigantesque maelström près du pôle Sud. Avant de sombrer, le narrateur place son manuscrit dans une bouteille.